# قرار مجلس الأمن التابع للأمم المتحدة رقم 1369
قرار مجلس الأمن التابع للأمم المتحدة رقم 1369، المتخذ بالإجماع في 14 أيلول / سبتمبر 2001، بعد إعادة التأكيد على القرارات 1298 (1999) و1308 (2000) و1312 (2000) و1320 (2000) و1344 (2001) بشأن الحالة بين إريتريا وإثيوبيا، مدد المجلس ولاية بعثة الأمم المتحدة في إثيوبيا وإريتريا حتى 15 مارس 2002.

## القرار

### أعمال
وبتمديد ولاية بعثة الأمم المتحدة في إثيوبيا وإريتريا، طُلب من الأطراف التعاون بشكل كامل مع بعثة الأمم المتحدة في إثيوبيا وإريتريا. وشدد المجلس على أن إنهاء بعثة الأمم المتحدة في إثيوبيا وإريتريا مرتبط باستكمال عمل لجنة الحدود فيما يتعلق بترسيم الحدود بين إثيوبيا وإريتريا، وشدد على أن المنطقة الأمنية المؤقتة يجب أن تكون منزوعة السلاح تمامًا. ودُعيت الأطراف إلى تنفيذ التدابير التالية:
(أ) السماح بحرية الحركة لبعثة الأمم المتحدة في إثيوبيا وإريتريا حتى تتمكن من مراقبة المنطقة الواقعة على بعد 15 كيلومترا شمال وجنوب المنطقة الأمنية المؤقتة؛
(ب) تسهيل إنشاء ممر جوي بين عاصمتي أديس أبابا وأسمرة؛
(ج) تعين على إريتريا تقديم معلومات عن الشرطة والميليشيات داخل المنطقة الأمنية المؤقتة؛
(د) كان على إثيوبيا أن تقدم معلومات عن حقول الألغام؛
(هـ) كان على إريتريا إبرام اتفاق وضع القوات؛
(و) إطلاق سراح أسرى الحرب وإعادتهم؛
(ز) الوفاء بالمسؤوليات المالية المتعلقة بلجنة الحدود.
وطُلب من الطرفين أيضا النظر في تدابير بناء الثقة، بما في ذلك معاملة مواطني كل منهما معاملة إنسانية، وممارسة ضبط النفس في البيانات العامة والمساعدة في الاتصالات بين المنظمات في كلا البلدين. ودعا المجتمع الدولي إلى دعم عملية السلام من خلال التبرعات، والمساعدة في إعادة الإعمار والتنمية، وإعادة دمج الجنود المسرحين، وتثبيط تدفق الأسلحة إلى المنطقة.
أخيرًا، تم حث كل من إثيوبيا وإريتريا على ضمان أن تكون الجهود موجهة لإعادة الإعمار وتنمية اقتصادات كل منهما بدلاً من شراء الأسلحة. وسيواصل المجلس رصد تنفيذ اتفاقي الجزائر وقرار مجلس الأمن الحالي قبل تجديد ولاية بعثة الأمم المتحدة في إثيوبيا وإريتريا.

## روابط خارجية
- نص القرار في undocs.org